# Leah Kleschna
Leah Kleschna er en amerikansk stumfilm fra 1913 af J. Searle Dawley.

## Medvirkende
- Carlotta Nillson som Leah Kleschna
- House Peters som Paul Sylvain
- Hal Clarendon som Kleschna
- Alexander Gaden som Schram
- Frank Hall Crane som Raoul Berton